# Marina Germanowna Karpunina
Marina Germanowna Karpunina (russisch Марина Германовна Карпунина; * 21. März 1984 in Moskau, Russische SFSR, Sowjetunion) ist eine russische Basketballspielerin.
Am 23. August 2008 gewann Marina Karpunina bei den Olympischen Spielen 2008 in Peking mit der russischen Mannschaft die Bronzemedaille.
Sie wurde bei der Europameisterschaft 2007 Europameisterin.
2006 wurde Karpunina in Brasilien Vizeweltmeisterin. 2005 in der Türkei und 2009 in Lettland wurde sie Vizeeuropameisterin.
Mit dem russischen Verein Spartak Oblast Moskau gewann Karpunina 2007, 2008, 2009 und 2010 die Euroleague Women und wurde zudem 2007 und 2008 russische Meisterin.

## Auszeichnungen
- 2008:  Verdienter Meister des Sports[5]
- 2009:  Medaille des Ordens für die Verdienste für das Vaterland II. Klasse[5][6]